# Фенеріш
Фенеріш (рум. Feneriș) — село у повіті Біхор в Румунії. Входить до складу комуни Покола.
Село розташоване на відстані 389 км на північний захід від Бухареста, 48 км на південний схід від Ораді, 100 км на захід від Клуж-Напоки, 133 км на північний схід від Тімішоари.

## Населення
За даними перепису населення 2002 року у селі проживали 433 особи, з них 432 особи (99,8%) румунів. Рідною мовою 432 особи (99,8%) назвали румунську.